# Diacantha ornata
Diacantha ornata es una especie de insecto coleóptero de la familia Chrysomelidae.
Fue descrita científicamente en 1903 por Fairmaire.